# نرمال (فیلم ۲۰۰۷)
نرمال (به انگلیسی: Normal) یک فیلم درام کانادایی محصول سال ۲۰۰۷ به کارگردانی کارل بسایی که دربارهٔ گروهی از افراد نامرتبط است که در پی یک تصادف رانندگی مرگبار گرد هم می‌آیند. کری-ان ماس، کوین زیگرز، کلوم کیت رنی و اندرو آیرلی در این فیلم ایفای نقش کردند.

## جایزه‌ها
کلوم کیت رنی در بیست و نهمین دوره جوایز جن برنده جایزه جینی برای بهترین بازیگر نقش مکمل مرد شد. این فیلم همچنین نامزد بهترین فیلم بود، اما به (پاسکشندال) شکست خورد.
این فیلم برنده جایزه بهترین فیلم وسترن کانادا در جشنواره بین‌المللی فیلم ونکوور در سال ۲۰۰۷ شد.

## بازخوردها
در وب‌سایت جمع‌آوری نقد راتن تومیتوز از نقدهای پنج منتقد دارای امتیاز ۴٫۳ از ۱۰ است.